# Dosilia pydanieli
Dosilia pydanieli é uma esponja de água doce descrita por Volkmer-Ribeiro em 1992, ocorrendo em ambientes de várzeas e margens de rios do norte da Amazônia brasileira.

## Descrição morfológica
Espécie de corpo pequeno, com carapaça de coloração variável entre cinza‐esverdeada e marrom claro, mostrando densos poros exalantes visíveis a olho nu. Apresenta gêmulas (estruturas de resistência a condições adversas) e espículas silicificadas em forma de microscleras estreladas com até sete raios

## Distribuição e habitat
D. pydanieli é endêmica da Região Neotropical, com distribuição primária na Amazônia brasileira, especialmente em corpos d’água de várzeas e lagoas temporárias do estado de Roraima. No Maranhão, foram coletados exemplares em lagoas de várzea próximas a Tutóia, como Lagoa do Vidro e Lagoa da Ponta do Arpoador, em 1995, indicando ocorrência na Amazônia Maranhense. Habita margens de igarapés, lagoas de várzea e trechos de rios de fluxo lento, preferindo áreas com substrato lamacento e abundância de matéria orgânica.

## Biologia e ecologia
Reprodução e ciclo de vida: Reprodução assexuada por brotamento de gêmulas, que sobrevivem a períodos de estiagem e germinam ao retornarem condições úmidas.
Alimentação e papel ecológico: Filtra partículas orgânicas e bactérias da coluna d’água, contribuindo para a clarificação e ciclagem de nutrientes em ecossistemas de várzea. Em condições de seca prolongada, sobrevive como gêmula enterrada no sedimento, reativando‐se quando o nível hidrológico sobe.
Interações biológicas: Gêmulas podem servir de abrigo e alimento para pequenos macroinvertebrados aquáticos; competem com algas filamentares por espaço em substratos lamacentos.

## Estado de conservação
Classificada como Pouco Preocupante pela IUCN, com ocorrência ampla em várias bacias amazônicas e sem evidências de declínio populacional acentuado. Apesar da tolerância a ambientes alterados, sofre impactos locais devido à degradação de margens de rios por desmatamento e alterações do regime hidrológico.

## Taxonomia e etimologia
Descrita como Dosilia pydanieli por Volkmer‐Ribeiro em 1992, baseando‐se em material coletado em lagoas de várzea de Roraima, Brasil. Pertence ao gênero Dosilia definido originalmente por espículas estreladas em gêmulas. O epíteto específico homenageia o biólogo brasileiro José Pydanieli, por sua contribuição ao estudo de esponjas de água doce em ecossistemas neotropicais.